# Glenn Crytzer
Glenn Crytzer (Butler, 1980. október 13. –) amerikai gitáros, bendzsós, énekes, big band zenekarvezető.

## Pályakép
Akiknek zenéjét Crytzer figyeli, követi: Benny Goodman, Count Basie, Chick Webb, Charlie Christian, Jimmie Lunceford, Louis Armstrong, Fats Waller, Bix Beiderbecke, Duke Ellington, Cab Calloway, Jimmy Rushing és általában az 1920-as, 30-as és 40-es évek többi dzsesszóriását. Crytzer azonban nem szimplán másolja munkájukat, hanem a vintage stíluson belül saját hangzást igyekszik létrehozni, anyagokat újrakomponálni és hangszerelni, hogy azok annak korszaknak megfelelő hitelességgel szólaljanak meg.
Crytzer kisérőzenéje számos filmben is hallható, köztük van az Old Fashioned: The Story of the Wisconsin Supper Club (2015) és az Alive and Kicking (2016) című dokumentumfilm. A Savoy Seven Uptown Jump című albumának Could This Be Love? című számát pedig a Christopher Robin Disney-filmben használták (2018).

## Albumok
- Chasin' The Blues (2009)
- Harlem Mad (2011)
- Skinny Minne (2012)
- Focus Pocus (2013)
- A Little Love This Christmas (2013)
- Uptown Jump (2015)
- Aint' It Grand? (2018)
- Underneath the Mistletoe (2019)